# Віргінія (Стародавній Рим)

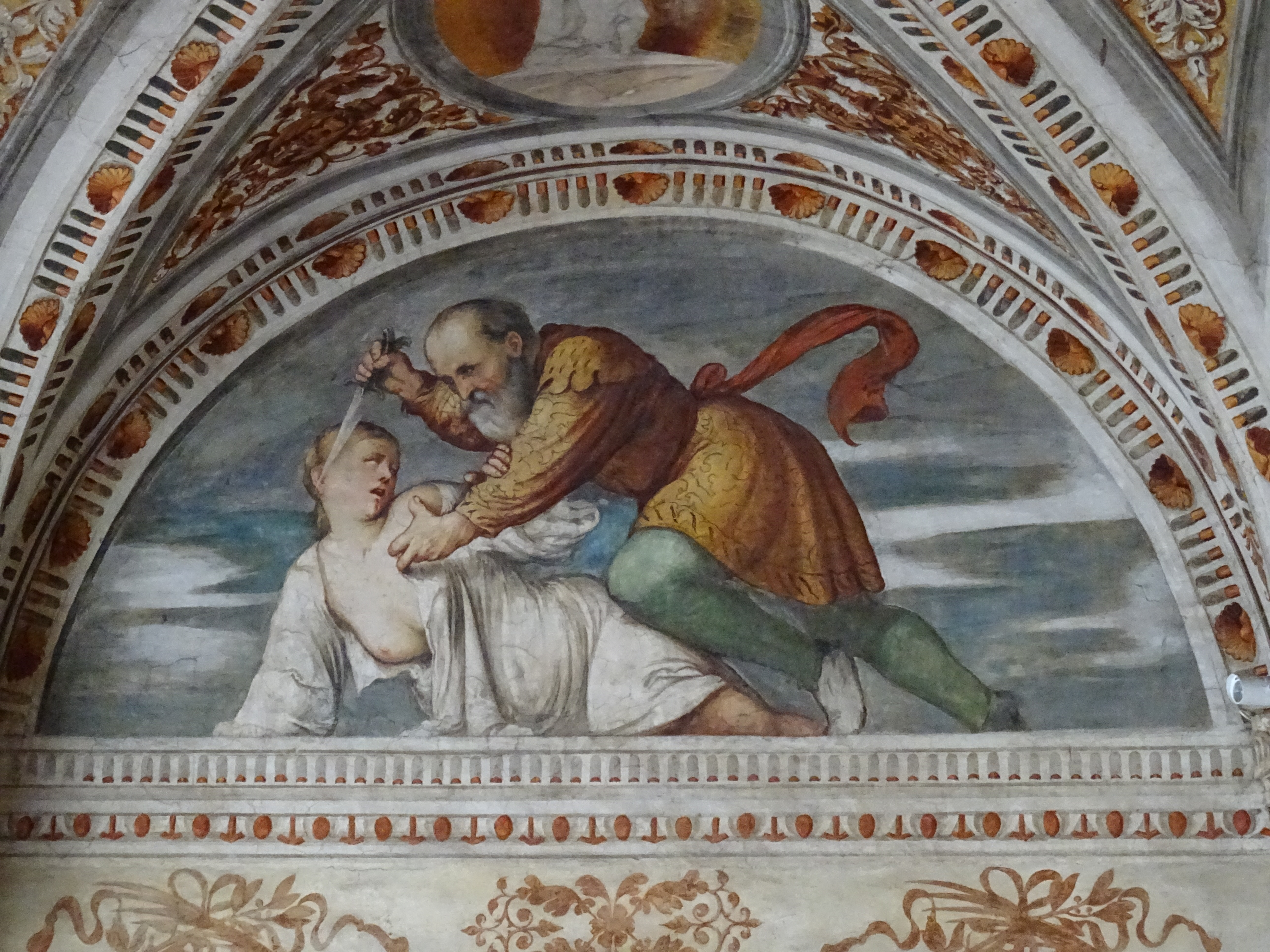
Вбивство Вергінії

Віргінія — давньоримська героїня, дочка Луція Вергінія, наречена Луція Іцілія.

## Розповідь Лівія
Децемвір Аппій Клавдій загорівся пристрастю до дівчини з народу і вирішив задовольнити свою хіть. Батько дівчини, Луцій Вергіній, був зразковим воїном і громадянином, так виховувалися і діти. Дочку він посватав за колишнього трибуна Луція Іцілія. Оскільки дівчина не спокушалася ні на подарунки, ні на обіцянки, Аппій вирішив взяти її силою.
Він доручає своєму клієнту Марку Клавдію, щоб той оголосив її своєю рабинею.
Марк Клавдій, зупинив дівчину по дорозі і, оголосивши її дочкою своєї рабині і, отже, рабинею, наказав слідувати за ним. На крики годувальниці збігся народ, який завадив забрати дівчину. Тоді Марк Клавдій вирішує забрати дівчину через суд.
На суді захисники вимагали відстрочити вирок до повернення батька дівчини.
Аппій, бажаючи показати свою справедливість, погодився послати за її батьком, але зажадав щоб до з'ясування обставин дівчина пішла в будинок Марка Клавдія. Дядько дівчини Публій Нуміторій та її наречений Луцій Іцилій за підтримки народу опротестували перехід Вергінії в дім Марка Клавдія і це рішення було скасоване.
Брат Іцілія і син Нуміторія вирушили по батька. Аппій відправляє послання, щоб Вергінію нікуди не відпускали. Лист Аппія прийшов з запізненням, і не завадив Луцію прибути вчасно.
На суді Аппій повторив свій вирок. Вергіній вихопив ніж та зарізав дочку.
Несправедливий вирок Аппія викликав невдоволення по всій країні.

## В культурі
Тарас Шевченко, під час навчання, створив малюнок «Смерть Віргінії».